# Ару

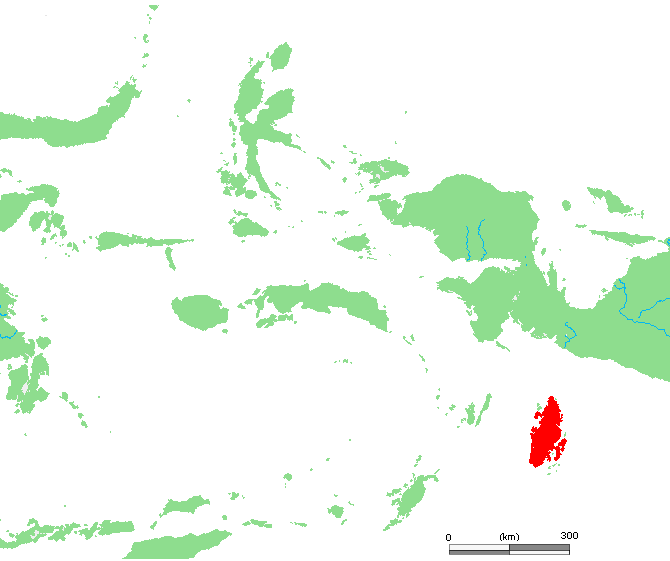
Острова Ару

Острова Ару (индон. Kepulauan Aru) — архипелаг в Арафурском море, расположенный примерно в 150 км к югу от Новой Гвинеи; входит в состав Индонезии. В физико-географическом понимании относится к Молуккским островам, образуя их юго-восточную оконечность, в биогеографическом — к региону Папуасия.
На архипелаге Ару в Лианг-Лембуду найдено финальноплейстоценовое (около 15 тыс. л. н.) погребение больной раком женщины в скорченном положении со следами каннибализма.

## География
Архипелаг состоит примерно из 95 низких островов общей площадью 8563 км², которые разделены только узкими водными путями.
- Вокам (Workai), 152 км²;
- Коба (Koba), 386 км²;
- Коброор (Kobroor), 1723 км²;
- Кола (Kola), 270 км²;
- Майкоор (Maikoor), 398 км²;
- Пенамбулаи (Penambulai), 125 км²;
- Танабесар (Tanahbesar), 1604 км²;
- Транган (Trangan), 2149 км²

Административно острова Ару относятся к индонезийской провинции Малуку. Географически же они находятся на шельфе Арафурского моря, который является частью материковой отмели Сахула. Поэтому море между островами Ару и Новой Гвинеей на севере и востоке, а также Австралией на юге чаще не глубже 100 м, в то время как в районе островов Кай, расположенных от Ару в 120 км к западу, оно достигает глубины свыше 2000 м.

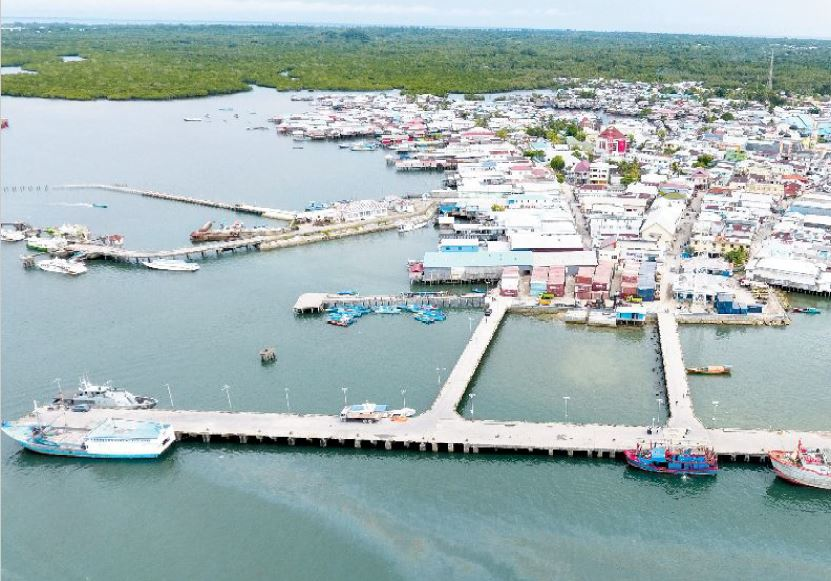
Порт Добо

## Население
На островах проживает примерно 94 тысячи жителей, самый крупный населённый пункт — портовый город Добо на западе архипелага.